# Evliya Çelebi

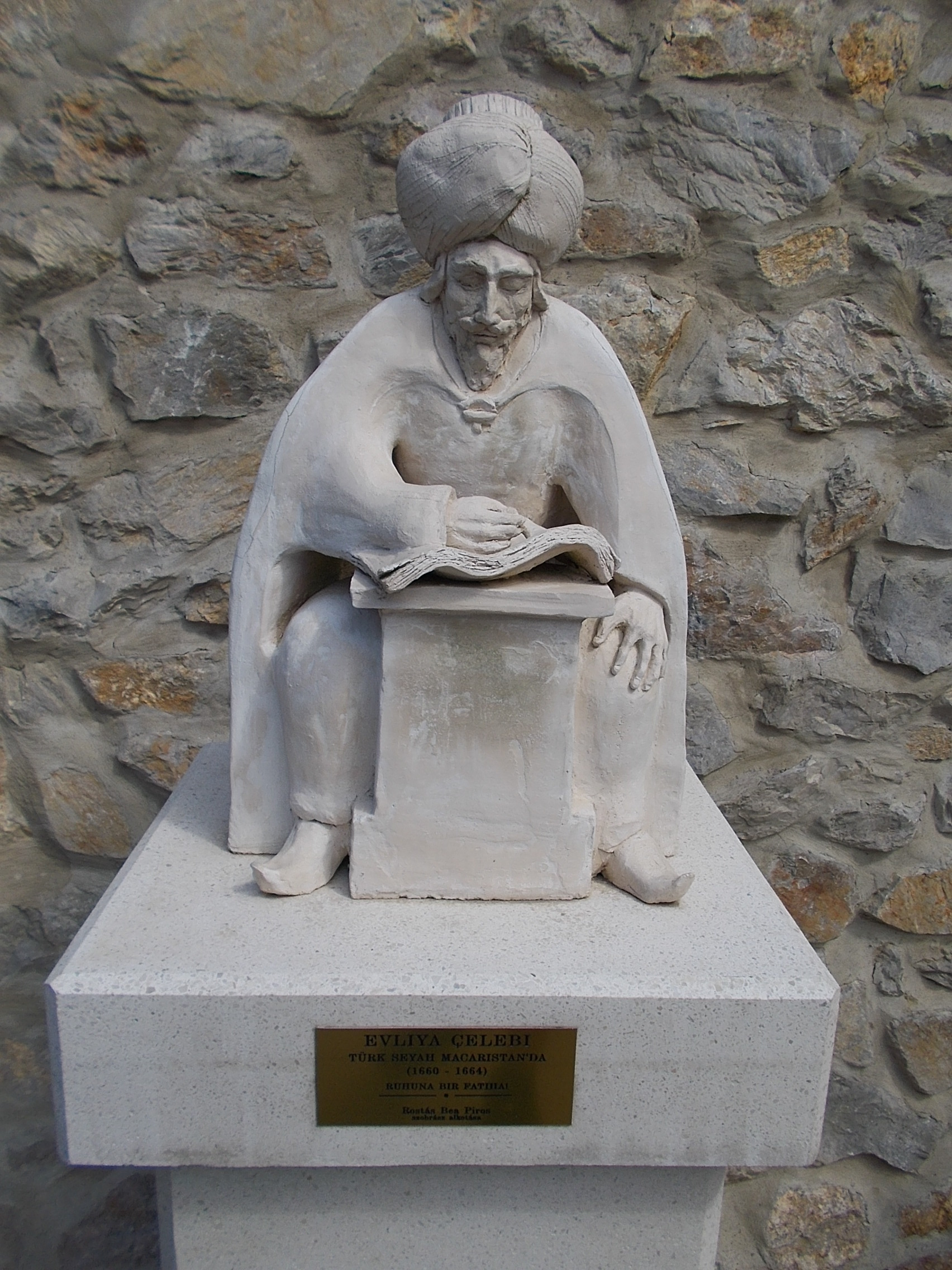
Statue Evliyâ Çelebis nahe Eger, Ungarn

Evliyâ Çelebi, deutsch auch Ewlija Tschelebi (osmanisch اوليا چلبي, * 25. März 1611 im Stadtteil Unkapanı in İstanbul; gestorben nach 1683 auf Reisen, vermutlich in Ägypten), war ein osmanischer Schriftsteller, der in seinem Reisebuch (Seyahatnâme) über seine zahlreichen Reisen im Osmanischen Reich und in den Nachbarländern berichtete. Dieses Werk ist eines der wichtigsten über die osmanische Welt des späten 17. Jahrhunderts und wurde im Jahr 2013 zum Weltdokumentenerbe erklärt. Der Orientalist Joseph von Hammer-Purgstall (1774–1856) hat Evliyâ Çelebi wiederentdeckt und übersetzt (1834).

## Herkunft und Jugend
Evliyâ („Gottesfreund“) Çelebi (osmanischer Ehrentitel zur Bezeichnung vornehmer oder gebildeter Leute) war der Sohn des obersten Hofgoldschmiedes Sultan Ahmeds I., Derviş Mehmed Zıllî Efendi (auch genannt Derviş Mehmed Ağa oder Derviş Mehmed Ağa-i Zıllî; † 1648), und dessen Gattin, einer aus dem Kaukasus stammenden Hofdame. Evliyâ wuchs also in sehr günstigen wirtschaftlichen Verhältnissen auf. Seine Vorfahren stammten aus Kütahya in Kleinasien und zogen nach der Eroberung von Konstantinopel dorthin. Sein Vater war eine bekannte Persönlichkeit, die auch an der Eroberung Zyperns teilnahm.
Nach Abschluss seines Studiums an der Medrese des Şeyhülislâm Hâmid Efendi erhielt Evliyâ Çelebi einen Posten als Koran-Rezitator im Serail. Dort lernte er bei Keçi Mehmed Efendi Kalligraphie, Musik, arabische Grammatik und Korankunde an der höheren Lehranstalt des Sultanspalastes (Enderun), wobei er sich als sehr talentiert erwies. Keçi Mehmed Efendi war auch Lehrer des berühmten Katib Çelebi. Evliyâ war durch seine familiäre Position und sein Studium ein gebildeter und mit den Gepflogenheiten seiner Umgebung vertrauter Mann.

## Im Dienst für den Sultan und auf Reisen
Auf Betreiben seines Onkels Melek Ahmed Pascha wurde Evliyâ Çelebi 1638 in den Hofdienst bei Sultan Murad IV. als Leibkavallerist (sipahı) aufgenommen. In dieser Zeit durchstreifte er zunächst die Hauptstadt des Osmanischen Reiches und die nähere Umgebung Istanbuls. Von Anfang an notierte er, was er beobachtete und für bemerkenswert hielt. 1640 begann Evliyâ, in halboffizieller Funktion das Reich zu bereisen. Bis auf den Jemen und die Provinzen im Nordwesten Afrikas bereiste er alle osmanischen Länder und darüber hinaus die Krim, den Iran, den Sudan und Abessinien. Zunächst begab er sich nach Bursa, İzmit und Trabzon. 1645 reiste er auf die Krim, wo er als Gesandter der Osmanen beim Tataren-Khan İslâm III. Giray fungierte. Auch in den folgenden Jahren reiste Evliyâ im Dienst des Osmanischen Staates. Er war als Bote für verschiedene Befehlshaber des Heeres in Epirus unterwegs und arbeitete später als Buchhalter für den Generalgouverneur von Erzurum im Osten des Reiches. Dabei kam er bis nach Aserbaidschan und Georgien. 1648 kehrte Evliyâ nach İstanbul zurück und begab sich wenig später nach Damaskus, wo er drei Jahre blieb. Nach 1651 reiste er durch Rumelien: Längere Zeit hielt er sich in Sofia und Silistra auf. 1664 war er bei der Schlacht von St. Gotthard Augenzeuge und er besuchte in Ungarn Buda und den Balaton. Zwischen 1665 und 1670 besuchte Evliyâ Österreich, Albanien, Dalmatien, Thessalien, Kreta, Komotini und Thessaloniki. Die letzten Jahre seines Lebens verbrachte er in Kairo, wo er das Seyahatnâme verfasste und dem er den letzten Band widmete.

## Seyahatnâme – das Reisebuch
Seine Reiseberichte veröffentlichte Evliyâ Çelebi in einem zehnbändigen Werk, dem Seyahatnâme (Reisebuch). Er beschrieb darin alles, was ihm bemerkenswert erschien. Sein Werk bietet eine Mischung aus allen möglichen Wissensgebieten. Er beschreibt die bereisten Städte und einzelne wichtige Gebäude, vor allem Moscheen, Synagogen und Kirchen, und deren Geschichte. Ebenso beschreibt er die Menschen, ihre Volksbräuche, Lieder und Sprachen, ihre Kleidung und Feste sowie die Religion oder die zwischenmenschlichen Beziehungen. Ausführlich berichtet er über die Verwaltung des jeweiligen Gebietes, über angesehene Familien und berühmte Personen wie Dichter, Musiker, Militärs oder Beamte. Evliyâ interessiert sich für die wirtschaftlichen Grundlagen der einzelnen Gebiete, er macht auch Angaben über militärische Angelegenheiten, insbesondere über Lage und Stärke vieler Festungen. Sprachwissenschaftlich liefert Evliyâ wichtige Informationen, weil er oft Worte notiert, die von den verschiedenen Völkerschaften gebraucht wurden.
Allerdings ging der Autor bei der Zusammenstellung seiner Informationen unsystematisch vor. Die Informationen Evliyâs sind daher nicht immer zuverlässig. Insbesondere bei Zahlenangaben übertreibt er oft. Es ist deutlich zu erkennen, dass der Autor mit seinen Reiseberichten nicht nur informieren, sondern auch unterhalten wollte. Dessen ungeachtet ist das Seyahatnâme eine wichtige Quelle für Leben und Kultur im Osmanischen Reich des 17. Jahrhunderts. Nur ein Beispiel ist Evliyâs Beschreibung von Herkunft und Vorkommen von 76 Musikinstrumenten, wodurch das Seyahatnâme den wertvollsten Beitrag zur Kenntnis der damaligen Musik liefert. In vielen Bereichen wird der Quellenwert von der Forschung erst seit einigen Jahren höher eingeschätzt.

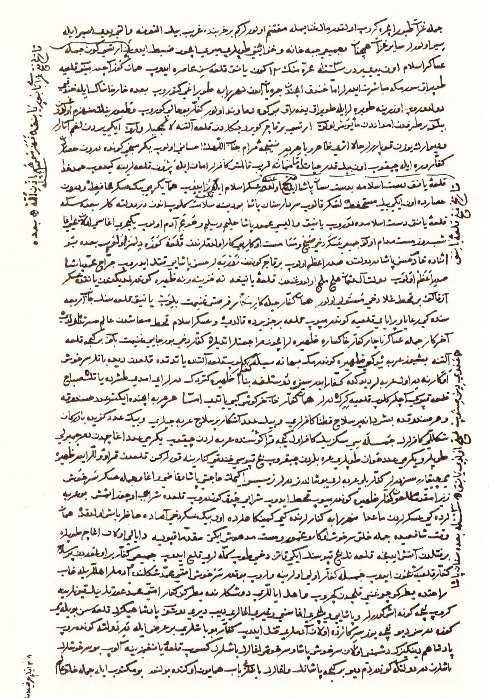
Handschriftliche Textseite aus Band VII, Topkapı Sarayı Bibliothek

Evliyâ Çelebis Stil weicht stark von dem in seiner Zeit üblichen Stil der Dīwān-Literatur ab, der von Konventionen und Einflüssen aus dem Persischen geprägt war. Er benutzte stattdessen die damalige türkische Volkssprache. Seine Prosatexte sind fließend und leicht verständlich. Er lässt eigene Gefühle, Kommentare und Gedanken in die Beschreibung einfließen. Zumindest aus Sicht des Historikers ist Evliyâs Umgang mit der Zeit problematisch. Der Autor interessiert sich nicht besonders für die klare Abfolge verschiedener Geschehnisse, die er schildert. In seinem Werk sind Vergangenheit und Gegenwart auch sprachlich eng verwoben: Nicht selten erzählt er zwei Begebenheiten aus unterschiedlichen Gegenden, als ob er sie zur selben Zeit beobachtet hätte.
In den zehn Bänden seines Fahrtenbuches beschreibt er folgende Reisen:
1. Istanbul und Umgebung (1630)
2. Anatolien, den Kaukasus, Kreta und Aserbaidschan (1640)
3. Syrien, Palästina, Kurdistan, Armenien und Rumelien (1648)
4. den Irak (1655)
5. Russland und die Balkanhalbinsel (1656)
6. die Ungarnfeldzüge (1663/64)
7. das Kaisertum Österreich, die Krim und nochmals den Kaukasus (1664)
8. Griechenland, nochmals die Krim und Rumelien (1667–1670)
9. den Haddsch (Pilgerfahrt) nach Mekka (1671)

Zusammentreffen der beiden Großbotschaften bei Komorn am 30. Mai 1665

10. Ägypten und den Sudan (1672)

### Wien, der „Goldene Apfel“
Besonders ausführlich beschreibt er im VII. Buch seinen Besuch von Wien, dem „Goldenen Apfel“ (Kızıl Elma) der Osmanen. Da er manchmal seine Reiseberichte mit Fremderlebnissen ausschmückte, war auch sein Aufenthalt in Wien bei Historikern nicht unumstritten. Karl Teply hat aber 1975 im kaiserlichen Hofkammerarchiv eine Spesenrechnung aufgefunden, in der Evliyâ Efendi namentlich erwähnt wird. Er war als Begleiter im Tross des Osmanischen Großbotschafters Kara Mehmed Pascha, Beğlerbeği von Rumelien, im Jahre 1665. Man reiste entlang der Donau über Ofen, Komorn, Raab, Bruck an der Leitha und Schwechat nach Wien. Evliyâ Çelebi schildert in recht phantasievoller Art die Gebäude der Stadt und spricht beispielsweise von 360 Kirchen und Klöstern, zählt 470 Türme, und behauptet, dass im Stephansturm 1000 Mönche lebten. Besonderes Interesse widmet er den Festungsanlagen und berichtet auch über lange Protokollstreitigkeiten zwischen dem Großbotschafter und dem Kaiserhof. Begeistert schildert er die Schönheit der Knaben und Mädchen Wiens. Der Umgang zwischen Männern und Frauen verblüfft ihn allerdings.
„Eine ganz seltsame Sache ist das. In diesem Land und überhaupt im ganzen Giaurenreiche führen die Weiber das große Wort und man ehrt sie und achtet sie um der Mutter Maria willen.“